# Sunset Limited

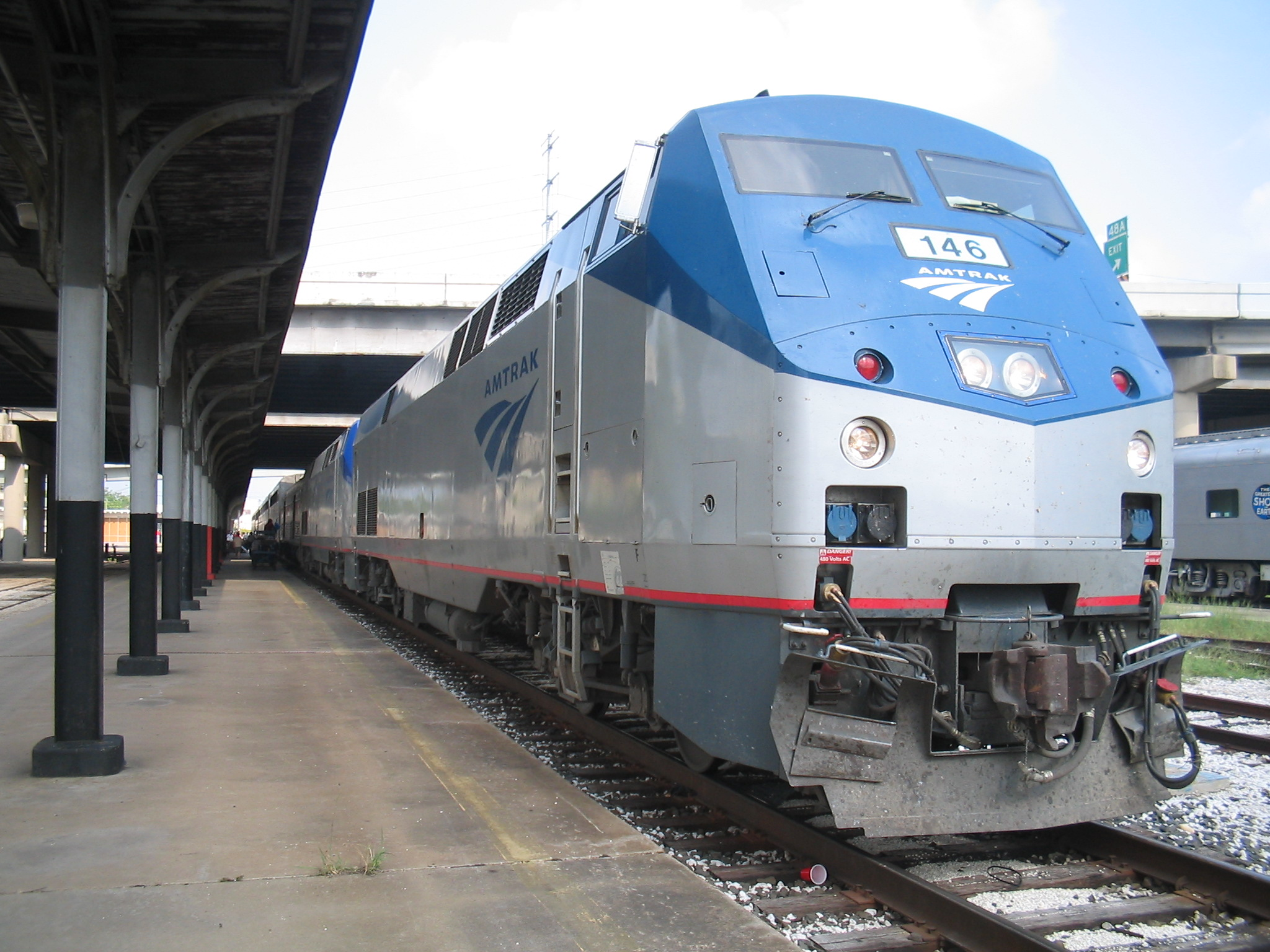
De Sunset Limited in Houston.

De Sunset Limited is een passagierstreindienst die in het grootste gedeelte van zijn geschiedenis reed tussen New Orleans en Los Angeles, en die van begin 1993 tot en met augustus 2005 ook reed van New Orleans naar Florida. De huidige route die de trein rijdt is ruim 3.200 kilometer lang.
De treindienst werd aanvankelijk uitgevoerd door de Southern Pacific Railroad, totdat Amtrak de trein overnam. Het spoor van New Orleans naar Jacksonville wisselde jarenlang van trein, totdat in 1993 ook daar de Sunset Limited ging rijden, waarmee het lange tijd de enige transcontinentale trein van de Verenigde Staten was. In zijn geschiedenis kende de trein meerdere tegenslagen. In 1993 vielen er nabij Mobile 47 doden toen meerdere wagons ontspoorden, omdat een kapitein van een boot tegen een brug aanvoer die daarbij beschadigd raakte. Op 9 oktober 1995 veroorzaakte saboteurs de ontsporing van de trein, waardoor een dode viel en er 78 gewonden waren. In 2005 was een gedeelte van het spoor waar de Sunset Limited rijdt beschadigd door de Orkaan Katrina, waardoor de trein "tijdelijk" niet volgens de normale dienstregeling kon rijden en van Los Angeles enkel nog tot New Orleans reed.
Ooit waren gedeelten van het spoor waar de Sunset Limited rijdt onderdeel van de Atlantic Coast Line Railroad, de Seaboard Air Line Railroad, de Louisville and Nashville Railroad en de Southern Pacific Railroad, maar tegenwoordig is de gehele route eigendom van CSX Transportation en de Union Pacific Railroad. De naam Sunset Limited vindt zijn oorsprong in de spoorlijn van Galveston naar Harrisburg en San Antonio, die bekendstond onder de naam Sunset Route in 1974.
CSX herstelde na Katrina in 2005 een deel van de beschadigde lijn langs de Gulf Coast, de kustlijn langs de Golf van Mexico ten oosten van New Orleans maar Amtrak weigerde uit commerciële overwegingen de nodige investeringen te doen om de lijn te moderniseren naar hedendaagse normen voor passagiersvervoer. Begin 2022 wordt evenwel dan toch een gedeeltelijke verlenging oostwaarts van het huidige traject tot Mobile gepland.